# Pemberg (Dorfen)
Pemberg ist ein Ortsteil der Stadt Dorfen im oberbayerischen Landkreis Erding. 

## Lage
Die Einöde, aus einem großen Gutshof bestehend, liegt circa drei Kilometer nordwestlich von Dorfen und ist über die Kreisstraße 25 zu erreichen. Der Ort wurde im Jahr 1150 in einer Schenkungsurkunde des Kollegiatstifts Moosburg zum ersten Mal erwähnt. Bis zur Gebietsreform in Bayern gehörte Pemberg zur Gemeinde Zeilhofen.

Gesamtansicht des Gutshofes

## Baudenkmäler
Siehe auch: Liste der Baudenkmäler in Pemberg
- Silverakapelle